# كلوديا راب
كلوديا راب (بالألمانية: Claudia Rapp)‏ هي بروفيسورة ألمانية، ولدت في 1961 في برلين الغربية في ألمانيا الغربية.